# Fakulta strojní ČVUT
Fakulta strojní ČVUT (FS ČVUT) je součástí nejstarší civilní technické univerzity ve střední Evropě. V roce 1864 se na této škole začalo vyučovat strojnictví jako samostatný obor a proto je tento rok považován za rok jejího vzniku.

## Poslání fakulty
Strojní fakulta ČVUT poskytuje v současnosti univerzitní technické vzdělání a vychovává vysokoškolsky vzdělané odborníky.

## Historie fakulty
Historie fakulty se odvíjí od historie Českého vysokého učení technického. Na České stavovské inženýrské škole byla zahájena v roce 1718 výuka mechaniky pevných a tekutých těles a strojnické rýsování. Po přeměně školy na Polytechnický ústav Království českého v roce 1803 samozřejmě přibyly další předměty.
V akademickém roce 1863/1864 byl v Polytechnickém ústavu schválen nový statut. Došlo k mnohým změnám a rok 1864 je chápán jako rok založení současné Fakulty strojní. Především byl vytvořen samostatný odbor strojnický v čele s přednostou a došlo i ke změnám v učebních osnovách. Součástí vyučovaných předmětů se staly exkurze a praktická cvičení.  Mezi první profesory patřil Gustav Schmidt, Čeněk Hausmann, Jan Tille a František Antonín Linhart Herget.
V polovině 19. století zájem o studium techniky narůstal. Pražská polytechnika byla v této době, hned po vídeňském ústavu, nejnavštěvovanější technickou školou v Evropě. Polytechnický ústav byl v roce 1869 rozdělen na dva samostatné ústavy, německý a český. Pro něj byla postavena v letech 1872–1874 nová budova na Karlově náměstí, kde sídlí část fakulty strojní dodnes.
Polytechnický ústav byl v roce 1875 zestátněn. O 3 roky později byl zaveden systém dvou státních zkoušek a ustaveno právo absolventů používat označení „inženýr“ a Polytechnický ústav byl přejmenován na Císařská královská česká vysoká škola technická v Praze.
Systém státních zkoušek byl praktikován od roku 1880 až do roku 1950. V roce 1901 byly zavedeny přednášky z elektrotechniky a škole bylo přiznáno právo udělovat hodnost doktora věd technických. Od roku 1904 rektorům příslušelo po dobu výkonu funkce oslovení magnificence a zanedlouho i povolení nosit při akademických slavnostech čestný řetěz.
Stoupal význam výukových pomůcek. O rozvoj sbírek a výukových pomůcek se zasloužil i Josef Božek, význačný český konstruktér a talentovaný mechanik pražské polytechniky.
Počátkem 20. století se do historie vysoké školy významně zapsali profesoři August Salaba a Jan Zvoníček.
V akademickém roce 1913/1914 byl odbor strojního inženýrství rozdělen na oddělení stavby strojů a oddělení elektrotechnické. Po první světové válce došlo k dalším změnám. Škola byla v roce 1920 pojmenována na České vysoké učení technické v Praze a rozdělena na samostatné vysoké školy. Vznikla tak Vysoká škola strojního a elektrotechnického inženýrství. Po vzniku samostatného státu působilo na škole 22 profesorů ve 26 samostatných ústavech. Po uzavření českých vysokých škol v roce 1939 byla výuka obnovena až v roce 1945.
V roce 1950 byl vydán zákon o vysokých školách, po kterém následoval i nový statut ČVUT. Vysoké školy technické se rozdělily na fakulty a uvnitř na katedry. Byly zavedeny vědecké aspirantury a po úspěšné disertaci udíleny vědecké hodnosti kandidát věd (CSc.) a doktor věd (DrSc.). ČVUT mělo 8 fakult: inženýrského stavitelství, architektury a pozemního stavitelství, strojní, elektrotechnickou, chemickou, zemědělskou a lesnickou, speciálních nauk a hospodářských věd. Později se fakulty chemická, zemědělská a hospodářských věd vyčlenily do samostatných vysokých škol, ale na ČVUT byly zřízeny nové fakulty - radiotechniky, lesnická, zeměměřická a ekonomicko-inženýrská. Od roku 1960 mělo ČVUT čtyři fakulty: strojní, stavební, elektrotechnickou a technické a jaderné fyziky.
Transformovaná fakulta strojního inženýrství vznikla v roce 1951 se 12 studijními obory: stavební, dopravní a zdvihací stroje, automobily a traktory, zemědělské stroje, pístové stroje, chladicí technika, kotle, projektování, stavba a provoz tepelných a energetických zařízení, vytápění a vzduchotechnika, chemické a potravinářské stroje, strojírenská technologie, obrábění, obráběcí a tvářecí stroje, přesná mechanika a optika, provozní praxe.
Denní studium trvalo celkem 10 semestrů - 8 semestrů základního studia a 2 semestry specializace. Byly zavedeny také mimořádné způsoby studia: večerní, dálkové, speciální externí. Koncem 50. let měla fakulta 18 kateder a kabinety vojenské přípravy a politické ekonomie. Začátkem 80. let se změnil název na Fakultu strojní ČVUT. Do roku 1998 zde působilo celkem 33 kateder přeměněných po 10 letech na 15 ústavů. V akademickém roce 2021/2022 tvoří Fakultu strojní 17 ústavů a 3 centra specializovaného výzkumu.

## Studijní programy
Na fakultě strojní je akreditováno jak strukturované studium, které probíhá v šesti a osmisemestrových bakalářských studijních programech a ve čtyřsemestrových navazujících magisterských studijních programech, tak i doktorský studijní program.
Bakalářské studijní programy
- Strojní inženýrství - Pro akademický rok 2024/2025 je možné vybírat z následujících patnácti profilů:
  - 3D tisk
  - Biomechanika
  - Energetika
  - Informatika a automatizace
  - Konstrukce přístrojů
  - Letecká a kosmická technika
  - Management a ekonomika v průmyslu
  - Matematické a fyzikální modelování
  - Materiálové inženýrství
  - Počítačová a experimentální mechanika
  - Robotika, mechatronika a Průmysl 4.0
  - Strojírenská technologie
  - Technika prostředí budov
  - Udržitelné zpracovatelské stroje a technologie
  - Vozidla a pohony 21. století

- Strojírenství

Navazující magisterské studijní programy (dvouleté, čtyřsemestrové)
- Aplikované vědy ve strojním inženýrství – Program má 4 specializace
  - Aplikovaná mechanika
  - Biomechanika
  - Matematické modelování v technice
  - Mechatronika

- Automatizační a přístrojová technika – Program má 2 specializace
  - Automatizace a průmyslová informatika
  - Přístrojová technika

- Dopravní a transportní technika – Program má 4 specializace
  - Motorová vozidla
  - Kolejová vozidla
  - Spalovací motory
  - Transportní technika

- Energetika a procesní inženýrství – Program má 2 specializace
  - Energetika
  - Procesní inženýrství

- Inteligentní budovy – Program je bezoborový

- Jaderná energetická zařízení – Program je bezoborový

- Robotika a výrobní technika – Program má 2 specializace
  - Výrobní technika
  - Robotika

- Letectví a kosmonautika – Program je bezoborový
- Master of Automotive Engineering – Program má 5 studijních oborů
  - Vehicle Dynamics and Clean Driveline Control Systems
  - Architecture des véhicules / Konstrukce vozidel
  - Calculs et Modélisation / Výpočty a modelování
  - Advanced Powertrains / Pokrokové hnací jednotky vozidel
  - Fuel Cell Drives / Pohony palivovými články

- Řízení průmyslových systémů – Program je bez specializací
- Technika prostředí – Program je bez specializací
- Výrobní inženýrství – Program je bez specializací

Doktorský studijní program (čtyřletý) – Program má 5 studijních oborů
- Aplikované vědy ve strojním inženýrství
- Energetika a procesní inženýrství
- Konstrukční inženýrství a mechatronika
- Řízení strojů a procesů
- Výrobní a materiálové inženýrství

## Organizační členění[2]
Ústavy
- Ústav technické matematiky (Karlovo nám.)
- Ústav fyziky (Dejvice)
- Ústav jazyků (Karlovo nám.)
- Ústav mechaniky, biomechaniky a mechatroniky (Dejvice)
- Ústav přístrojové a řídicí techniky (Dejvice)
- Ústav mechaniky tekutin a termodynamiky (Dejvice)
- Ústav konstruování a částí strojů (Dejvice)
- Ústav energetiky (Dejvice)
- Ústav techniky prostředí (Dejvice)
- Ústav procesní a zpracovatelské techniky (Dejvice)
- Ústav automobilů, spalovacích motorů a kolejových vozidel (Dejvice)
- Ústav letadlové techniky (Karlovo nám.)
- Ústav materiálového inženýrství (Karlovo nám.)
- Ústav strojírenské technologie (Dejvice)
- Ústav technologie obrábění, projektování a metrologie (Dejvice)
- Ústav výrobních strojů a zařízení (Albertov)
- Ústav řízení a ekonomiky podniku (Karlovo nám.)

Vědecká pracoviště
- Centrum vozidel udržitelné mobility Josefa Božka (CVUM)
- Inovační centrum diagnostiky a aplikace materiálů (ICDAM)
- Centrum leteckého a kosmického výzkumu

## Vedení fakulty[3]
- doc. Ing. Miroslav Španiel, CSc. – děkan
- prof. Ing. Tomáš Jirout, Ph.D. – proděkan pro vědeckou a výzkumnou činnost
- doc. Ing. Jan Skočilas, Ph.D. – proděkan pro pedagogickou činnost
- doc. Ing. Jan Halama, Ph.D. – proděkan pro vnější vztahy a spolupráci s průmyslem
- Ing. Jiří Zápotocký – tajemník

## Budovy[4]
Pracoviště fakulty jsou organizačně rozmístěna do čtyř základních objektů:
- Dejvice – Technická 4, Praha 6 - Dejvice, PSČ 160 00
- Karlovo náměstí – Karlovo náměstí 13, Praha 2 - Nové Město, PSČ 121 35
- Albertov – Horská 3, Praha 2 - Nové Město, PSČ 128 03
- Juliska – Pod Juliskou 4, Praha 6 – Dejvice, PSČ 166 07
- Školicí středisko Herbertov

## Významné projekty
- UL–39 Albi – ultralehká stíhačka vyvinutá Ústavem letadlové techniky
- S.A.W.E.R. – plně efektivní a autonomní systém na kultivaci pouště

Od devadesátých let 20. stol. se fakulta účastní také na řešení vědecko výzkumných úkolů v CERN.